# ジョン・グリーン
ジョン・マイケル・グリーン（John Michael Green、1977年8月24日 - ）は、アメリカ合衆国の作家、YouTubeビデオブロガー、歴史家、批評家、オンライン教育ビデオのクリエーターである。
処女作「アラスカを追いかけて（原題：Looking for Alaska）」が2006年にマイケル・L・プリンツ賞を受賞。彼の最新作、「さよならを待つふたりのために（原題：The Fault in Our Stars）」は2012年1月に発表直後、ニューヨーク・タイムズ・ベストセラー・リストの首位を獲得し、2014年に映画化された。また、「ペーパータウン（原題：Paper Towns）」は、ジョンの作品の中でも2番目のベストセラーを記録し、2009年にエドガー賞を受賞した。その後、この作品は映画化され2015年7月に全米で公開された。
作家以外の活動としては、ビデオブロガーとしても知られており、弟のハンク・グリーンと共にYouTube上にVlogBrothers チャンネルを立ち上げ、2014年5月の時点で総視聴回数は16億回に達する。
2014年、Time誌による世界で最も影響力のある100人に選ばれている。ネット上に「Nerdfighter」と呼ばれる多数の支持者を抱えている。

## 日本語訳された本
- 『アラスカを追いかけて』（原題：Looking for Alaska　訳：金原瑞人）
- 『さよならを待つふたりのために』（原題：The Fault in Our Stars　訳：金原瑞人、竹内茜）
- 『ペーパータウン』（原題：Paper Towns　訳：金原瑞人）
- 『どこまでも亀』（原題：Turtles All the Way Down　訳：金原瑞人）
- 『ウィル・グレイソン、ウィル・グレイソン』（原題：Will Grayson, Will Grayson　訳：金原瑞人、井上里）